# Sort-en-Chalosse
Sort-en-Chalosse est une commune française située dans le département des Landes en région Nouvelle-Aquitaine.
Ses habitants sont appelés les Sortois.

## Géographie

### Localisation
La commune est située en Chalosse à l’est de Dax. Elle offre des lieux de randonnée, parmi lesquels la boucle de Sort-en-Chalosse, d’environ 9 km. Le site présente une diversité de paysages, bois de chênes, landes de pins, vergers de kiwis. La vallée du Luy, site classé Natura 2000, fait partie de la zone des Barthes de l’Adour par référence à la crue centennale de 1952. Cette vallée qui traverse intégralement la commune d’est en ouest est une zone  à forte valeur écologique.
La commune est située à :
Dax : 10,2 km, Mont-de-Marsan : 41,4 km, Bayonne : 49,0 km, Pau : 62,3 km, Bordeaux : 131,7 km, Toulouse : 191,7 km.

### Communes limitrophes
Les communes limitrophes sont  Candresse, Clermont, Garrey, Hinx, Mimbaste, Poyartin et Saugnac-et-Cambran.
| Candresse          | Hinx             |          |
| Saugnac-et-Cambran | Sort-en-Chalosse | Poyartin |
| Mimbaste           | Clermont         | Garrey   |

### Climat
Pour des articles plus généraux, voir Climat de la Nouvelle-Aquitaine et Climat des Landes.
Historiquement, la commune est exposée à un climat océanique aquitain.  
En 2020, Météo-France publie une typologie des climats de la France métropolitaine dans laquelle la commune est exposée à un climat océanique et est dans une zone de transition entre les régions climatiques « Littoral charentais et aquitain » et « Aquitaine, Gascogne »0.
Pour la période 1971-2000, la température annuelle moyenne est de 13,6 °C, avec une amplitude thermique annuelle de 14 °C. Le cumul annuel moyen de précipitations est de 1 225 mm, avec 12,5 jours de précipitations en janvier et 7,7 jours en juillet. Pour la période 1991-2020, la température moyenne annuelle observée sur la station météorologique la plus proche, située sur la commune de Dax à 10 km à vol d'oiseau, est de 14,5 °C et le cumul annuel moyen de précipitations est de 1 155,2 mm,. Pour l'avenir, les paramètres climatiques de la commune estimés pour 2050 selon différents scénarios d’émission de gaz à effet de serre sont consultables sur un site dédié publié par Météo-France en novembre 2022.

## Urbanisme

### Typologie
Au 1er janvier 2024, Sort-en-Chalosse est catégorisée commune rurale à habitat dispersé, selon la nouvelle grille communale de densité à sept niveaux définie par l'Insee en 2022.
Elle appartient à l'unité urbaine de Dax, une agglomération intra-départementale regroupant treize  communes, dont elle est une commune de la banlieue,,. Par ailleurs la commune fait partie de l'aire d'attraction de Dax, dont elle est une commune de la couronne,. Cette aire, qui regroupe 60 communes, est catégorisée dans les aires de 50 000 à moins de 200 000 habitants,.

### Occupation des sols

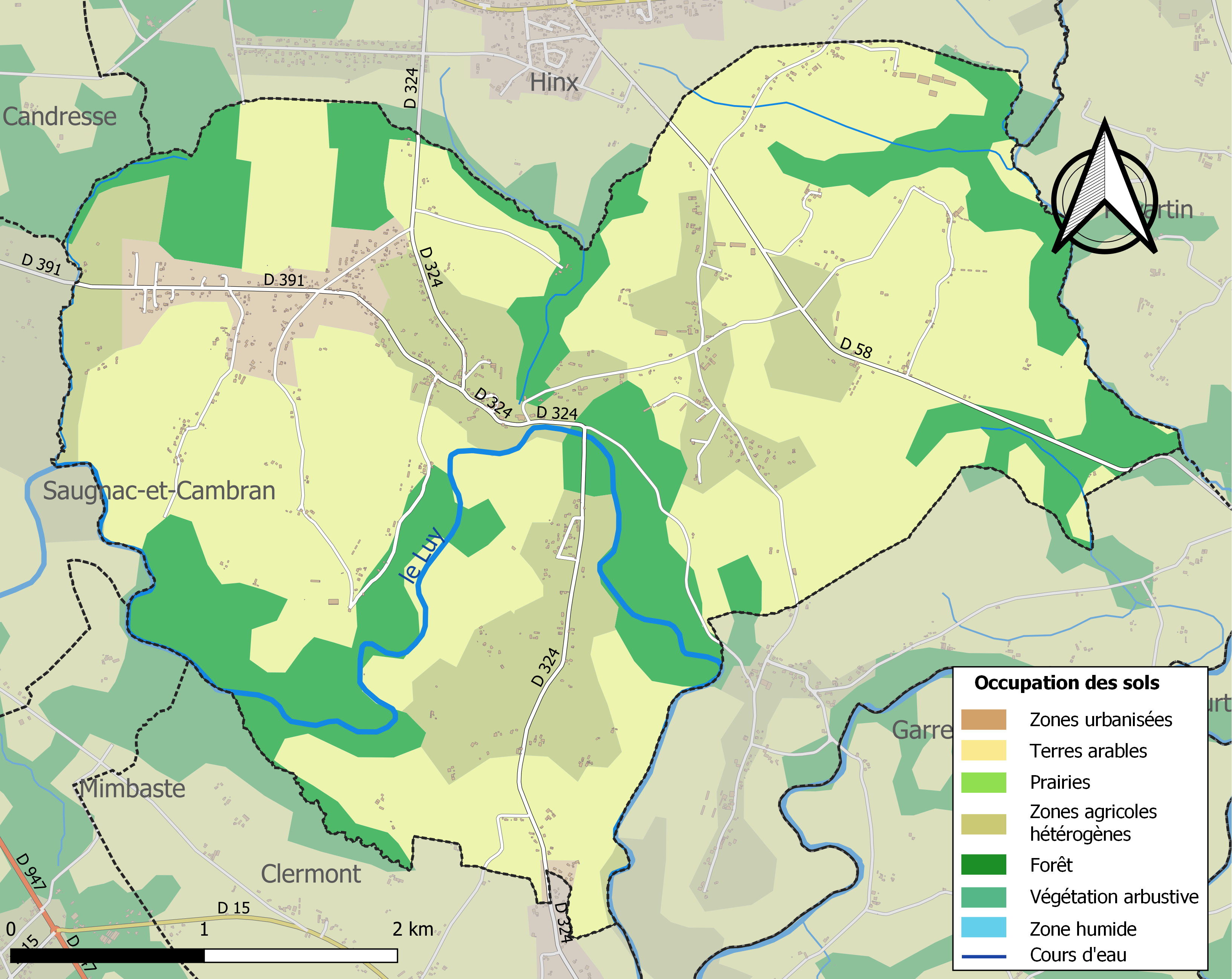
Carte des infrastructures et de l'occupation des sols de la commune en 2018 (CLC).

L'occupation des sols de la commune, telle qu'elle ressort de la base de données européenne d’occupation biophysique des sols Corine Land Cover (CLC), est marquée par l'importance des territoires agricoles (73 % en 2018), en augmentation par rapport à 1990 (68,9 %). La répartition détaillée en 2018 est la suivante : terres arables (55,8 %), forêts (23 %), zones agricoles hétérogènes (17,2 %), zones urbanisées (4 %). L'évolution de l’occupation des sols de la commune et de ses infrastructures peut être observée sur les différentes représentations cartographiques du territoire : la carte de Cassini (XVIIIe siècle), la carte d'état-major (1820-1866) et les cartes ou photos aériennes de l'IGN pour la période actuelle (1950 à aujourd'hui).

### Risques majeurs
Le territoire de la commune de Sort-en-Chalosse est vulnérable à différents aléas naturels : météorologiques (tempête, orage, neige, grand froid, canicule ou sécheresse), inondations, mouvements de terrains et séisme (sismicité faible). Un site publié par le BRGM permet d'évaluer simplement et rapidement les risques d'un bien localisé soit par son adresse soit par le numéro de sa parcelle.
Certaines parties du territoire communal sont susceptibles d’être affectées par le risque d’inondation par débordement de cours d'eau, notamment le Luy. La commune a été reconnue en état de catastrophe naturelle au titre des dommages causés par les inondations et coulées de boue survenues en 1999, 2009 et 2018,.
Les mouvements de terrains susceptibles de se produire sur la commune sont des tassements différentiels.

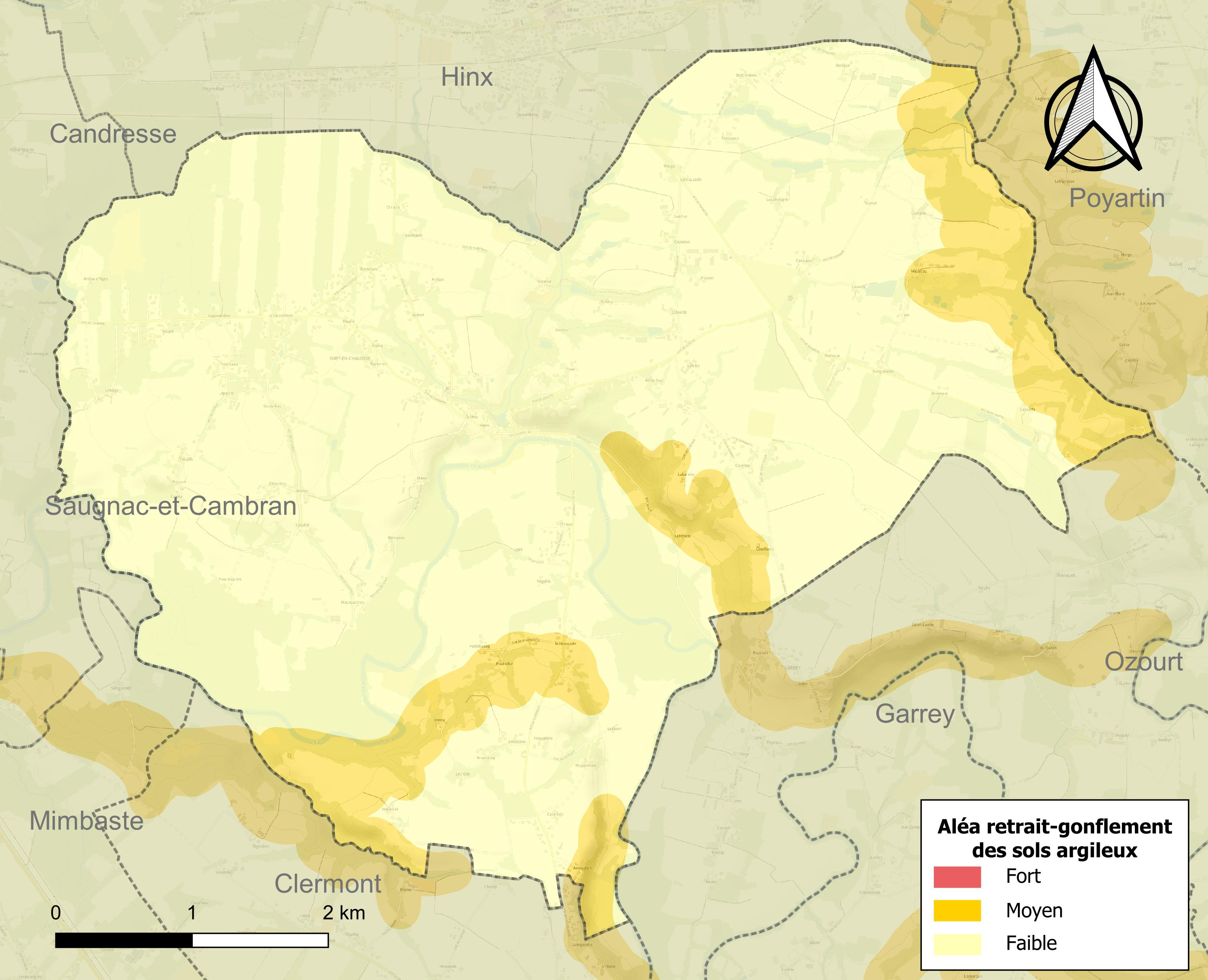
Carte des zones d'aléa retrait-gonflement des sols argileux de Sort-en-Chalosse.

Le retrait-gonflement des sols argileux est susceptible d'engendrer des dommages importants aux bâtiments en cas d’alternance de périodes de sécheresse et de pluie. 14,4 % de la superficie communale est en aléa moyen ou fort (19,2 % au niveau départemental et 48,5 % au niveau national). Sur les 393 bâtiments dénombrés sur la commune en 2019,  29 sont en aléa moyen ou fort, soit 7 %, à comparer aux 17 % au niveau départemental et 54 % au niveau national. Une cartographie de l'exposition du territoire national au retrait gonflement des sols argileux est disponible sur le site du BRGM,.
Concernant les mouvements de terrains, la commune a été reconnue en état de catastrophe naturelle au titre des dommages causés par des mouvements de terrain en 1999.

## Histoire
Il y eut deux castets à Sort : l'un à gauche de la route qui descend au Luy, fortifié, l'autre plus fortifié à droite qui fut la résidence de puissants seigneurs au XIe siècle. De ces deux châteaux, il ne reste aucune trace, sauf quelques fossés et levées de terres.
La seigneurie à Sort est mentionnée dès la fin du Xe siècle. Au XIIe siècle, l'un de ses membres, Arnaud Guillaume, évêque de Dax, fonda l'hôpital d'Urdos dans les Pyrénées-Atlantiques pour les pèlerins de Saint-Jacques-de-Compostelle.
Guillaume-Arnaud de Brocas était en fonction en tant que bailli à Sort en 1305, d'ordre de J. de Havering, sénéchal sous l'administration anglaise.
Catastrophes naturelles passées sur la commune du 25 décembre 1999 au 29 décembre 1999 : inondations, coulées de boue et mouvements de terrain.

## Politique et administration
| Période                                  | Période   | Identité                  | Étiquette | Qualité |
| ---------------------------------------- | --------- | ------------------------- | --------- | --- |
| ?                                        | 1989      | Jean Cassiède             | ?         | Conseiller général |
| 1989                                     | mars 2014 | Marie-Élisabeth Servières | PS        | Conseillère générale du canton de Montfort-en-Chalosse (1996-2015) et présidente de la communauté de communes de Montfort-en-Chalosse |
| 2014                                     | 2020      | Jean-Pierre Lahourcade    | DVG       | Directeur agence bureau d'études |
| 2020                                     | En cours  | Pascal Bernadet           |           | |
| Les données manquantes sont à compléter. |           |                           |           | |

### Résultats électoraux
6 mai 2012 : 2e tour de l'élection présidentielle :
| Partis                                  | Candidats         | Votes | %     |
| --------------------------------------- | ----------------- | ----- | ----- |
| Parti socialiste (PS)                   | François Hollande | 325   | 54.62 |
| Union pour un mouvement populaire (UMP) | Nicolas Sarkozy   | 270   | 45.38 |

| Inscrits 698| Abstentions 75 (10.74 %)| Votants 623 (89.26 %)| Blancs et nuls 28 (4.01 %) | Exprimés 595 (85.24 %)
22 avril 2012 : 1er tour de l'élection présidentielle :
| Partis                                  | Candidats             | Votes | %     |
| --------------------------------------- | --------------------- | ----- | ----- |
| Parti socialiste (PS)                   | François Hollande     | 162   | 27.98 |
| Union pour un mouvement populaire (UMP) | Nicolas Sarkozy       | 129   | 22.28 |
| Front de Gauche (FDG)                   | Jean-Luc Mélenchon    | 91    | 15.72 |
| Mouvement démocrate (MODEM)             | François Bayrou       | 80    | 13.82 |
| Front national (FN)                     | Marine Le Pen         | 80    | 13.82 |
| Europe Écologie Les Verts (EELV)        | Eva Joly              | 15    | 2.59  |
| Nouveau Parti anticapitaliste (NPA)     | Philippe Poutou       | 9     | 1.55  |
| Debout la République (DLR)              | Nicolas Dupont-Aignan | 7     | 1.22  |
| Lutte ouvrière (LO)                     | Nathalie Arthaud      | 2     | 0,35  |
| Solidarité et progrès (SP)              | Jacques Cheminade     | 1     | 0.17  |

| Inscrits 698
| Abstentions 107 (15.33 %)
| Votants 591 (84.67 %)
| Blancs et nuls 12 (1.72 %) 
| Exprimés 579 (82.95 %)
22 avril 2007 : 1er tour de l'élection présidentielle :
| Partis                                     | Candidats            | Votes | %     |
| ------------------------------------------ | -------------------- | ----- | ----- |
| Parti socialiste (PS)                      | Ségolène Royal       | 174   | 30.42 |
| Union pour un mouvement populaire (UMP)    | Nicolas Sarkozy      | 150   | 26.22 |
| Union pour la démocratie française (UDF)   | François Bayrou      | 122   | 21.33 |
| Front national (FN)                        | Jean-Marie Le Pen    | 41    | 7.17  |
| Parti communiste (PCF)                     | Marie-George Buffet  | 25    | 4.37  |
| Lutte ouvrière (LO)                        | Arlette Laguiller    | 12    | 2.1   |
| Chasse, pêche, nature et traditions (CPNT) | Frédéric Nihous      | 11    | 1.92  |
| Ligue communiste révolutionnaire (LCR)     | Olivier Besancenot   | 10    | 1.75  |
| Les Verts                                  | Dominique Voynet     | 9     | 1.57  |
| Mouvement pour la France (MPF)             | Philippe de Villiers | 7     | 1.22  |
| Parti des travailleurs (PT)                | Gérard Schivardi     | 6     | 1.22  |
| Sans étiquette (SE)                        | José Bové            | 5     | 0.87  |

| Inscrits 666
| Abstentions 78 (11.71 %)
| Votants 588 (88.29 %)
| Blancs et nuls 16 (2.72 %) 
| Exprimés 572 (97.28 %)
14 mars 2010 : 1er tour des élections régionales :
| Partis                                  | Candidats                | Votes | %    |
| --------------------------------------- | ------------------------ | ----- | ---- |
| Parti socialiste (PS)                   | Alain Rousset            | 138   | 43,7 |
| Union pour un mouvement populaire (UMP) | Xavier Darcos            | 53    | 16,8 |
| Europe Écologie-Les Verts (EÉ-LV)       | Monique de Marco         | 39    | 12,9 |
| Mouvement démocrate (MoDem)             | Jean Lassalle            | 34    | 10,8 |
| Front de Gauche (FdG)                   | Gérard Boulanger         | 31    | 9,8  |
| Front national (FN)                     | Jacques Colombier        | 15    | 4,8  |
| Alliance écologiste indépendante (AEI)  | Michel Chrétien          | 3     | 1    |
| Nouveau Parti anticapitaliste (NPA)     | Philippe Poutou          | 3     | 1    |
| Lutte ouvrière (LO)                     | Nelly Malaty             | 0     | 0    |
| Euskal Herria Bai (REG)                 | Xavier-Philippe Larralde | 0     | 0    |
| Euskadi Europan (REG)                   | Jean Tellechea           | 0     | 0    |

| Inscrits 664 
| Abstentions 334 (50.30 %)
| Votants 330 (49.70 %)
| Blancs et nuls 14 (2.11 %) 
| Exprimés 316 (47.59 %)
21 mars 2010 : 2e tour des élections régionales.
| Partis                                                     | Candidats     | Votes | %    |
| ---------------------------------------------------------- | ------------- | ----- | ---- |
| Parti socialiste - Europe Écologie (Alliance PS - EÉ - LV) | Alain Rousset | 201   | 63.6 |
| Union pour un mouvement populaire (UMP)                    | Xavier Darcos | 72    | 22.8 |
| Mouvement démocrate (MoDem)                                | Jean Lassalle | 43    | 13.6 |

| Inscrits 664 
| Abstentions 322 (48.49 %)
| Votants 342 (51.51 %)
| Blancs et nuls 26 (3.92 %) 
| Exprimés 316 (47.59 %)

## Démographie
| 1793 | 1800 | 1806 | 1821 | 1831 | 1836 | 1841 | 1846  | 1851  |
| ---- | ---- | ---- | ---- | ---- | ---- | ---- | ----- | ----- |
| 779  | 734  | 826  | 872  | 945  | 932  | 943  | 1 004 | 1 033 |

| 1856  | 1861 | 1866  | 1872 | 1876 | 1881  | 1886  | 1891  | 1896  |
| ----- | ---- | ----- | ---- | ---- | ----- | ----- | ----- | ----- |
| 1 032 | 997  | 1 028 | 979  | 963  | 1 022 | 1 005 | 1 016 | 1 003 |

| 1901 | 1906 | 1911 | 1921 | 1926 | 1931 | 1936 | 1946 | 1954 |
| ---- | ---- | ---- | ---- | ---- | ---- | ---- | ---- | ---- |
| 958  | 976  | 951  | 831  | 779  | 759  | 702  | 685  | 652  |

| 1962 | 1968 | 1975 | 1982 | 1990 | 1999 | 2005 | 2006 | 2010 |
| ---- | ---- | ---- | ---- | ---- | ---- | ---- | ---- | ---- |
| 594  | 541  | 573  | 617  | 696  | 707  | 764  | 806  | 886  |

| 2015 | 2020 | 2022 | - | - | - | - | - | - |
| ---- | ---- | ---- | - | - | - | - | - | - |
| 941  | 889  | 887  | - | - | - | - | - | - |

Durant les années 1980-1990, la population sortoise n'a que peu progressé mais les politiques récentes ont vu émerger de nombreuses maisons individuelles ainsi que des lotissements, ce qui a entraîné un accroissement important de la population en quelques années, dépassant les 800 habitants en 2006, soit 53 habitants/km2

## Économie
Polyculture, bovins, volailles et notamment élevages de canards gras sont les principales ressources économiques de la commune. Sort-en-Chalosse bénéficie en outre d’une activité artisanale et commerciale prouvant que le village a su s’adapter aux conditions nouvelles de la vie moderne.

## Lieux et monuments
Parmi les maisons campagnardes, et plus récemment des constructions neuves, se dresse sur une légère éminence l’église paroissiale dans laquelle on pourra admirer l’autel de la Vierge inscrit aux Monuments historiques. Le porche supporte un clocher carré à deux étages. La nef rectangulaire s’appuie sur de puissants contreforts.
La croix du Pont (monument historique).
Un étang naturel « La Banère » donne un charme pittoresque au village, avec ses cygnes et ses abords charmants.
La place du village, récemment aménagée, est agrémentée d’une salle polyvalente dont l'architecture se fond harmonieusement dans l’ensemble.
Sur la route de Garrey naissent des sources d’eaux ferrugineuses chaudes et froides actuellement inexploitées. Elles furent non seulement utilisées par les Romains à des fins thérapeutiques, mais elles furent vénérées aux temps préhistoriques. En effet, dans l’une d’entre elles, on a retrouvé des haches votives du chalcolithique, qui attestent l’antiquité de ces cultes.
Les marnières, si nombreuses autrefois dans la commune, ont disparu définitivement en 1925. Elles étaient principalement exploitées dans la propriété des Marnières de M. Darricau, ancien maire de Dax. C'est là qu'on a trouvé des dents de squale qui ont été données au musée de Borda.
L'église Notre-Dame de Sort-en-Chalosse occupe l'emplacement de l'ancienne à demi-détruite pendant la Révolution française. Des restaurations successives ont abouti depuis à l'aspect actuel, sans style accusé. Il reste quelques fragments de retable de bois doré. L'édifice est sur un mamelon soutenu de trois côtés par de hautes et solides murailles. Les puissants contreforts d'autrefois ont été conservés, mais leur appareil disparaît sous une couche plate de béton.
Il y avait deux moulins : l'un sur l'étang alimenté par un ruisseau venant de Hinx, l'autre sur un ruisseau, venant de Candresse. Ces deux moulins n'existent plus.

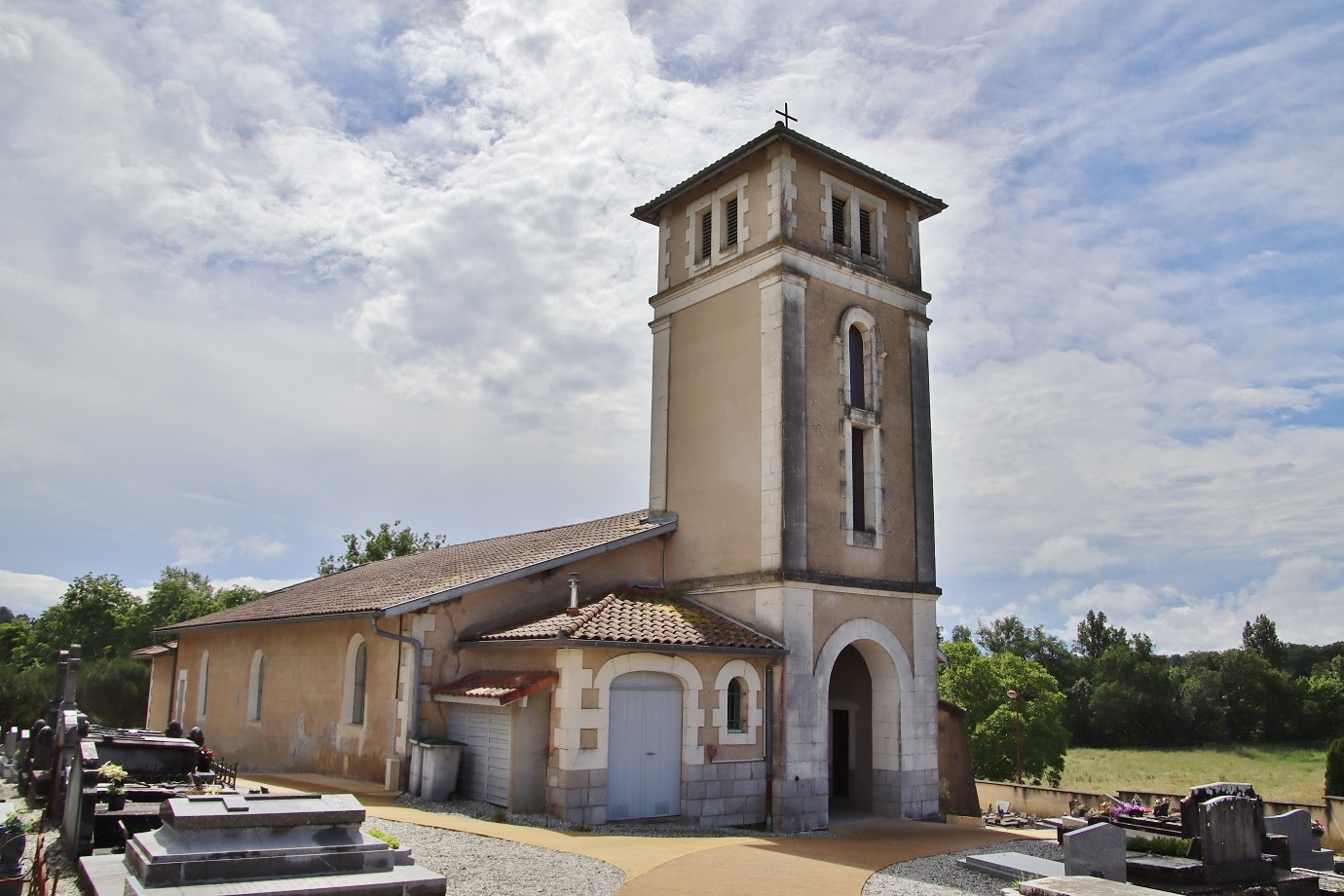
L'église paroissiale Notre-Dame.
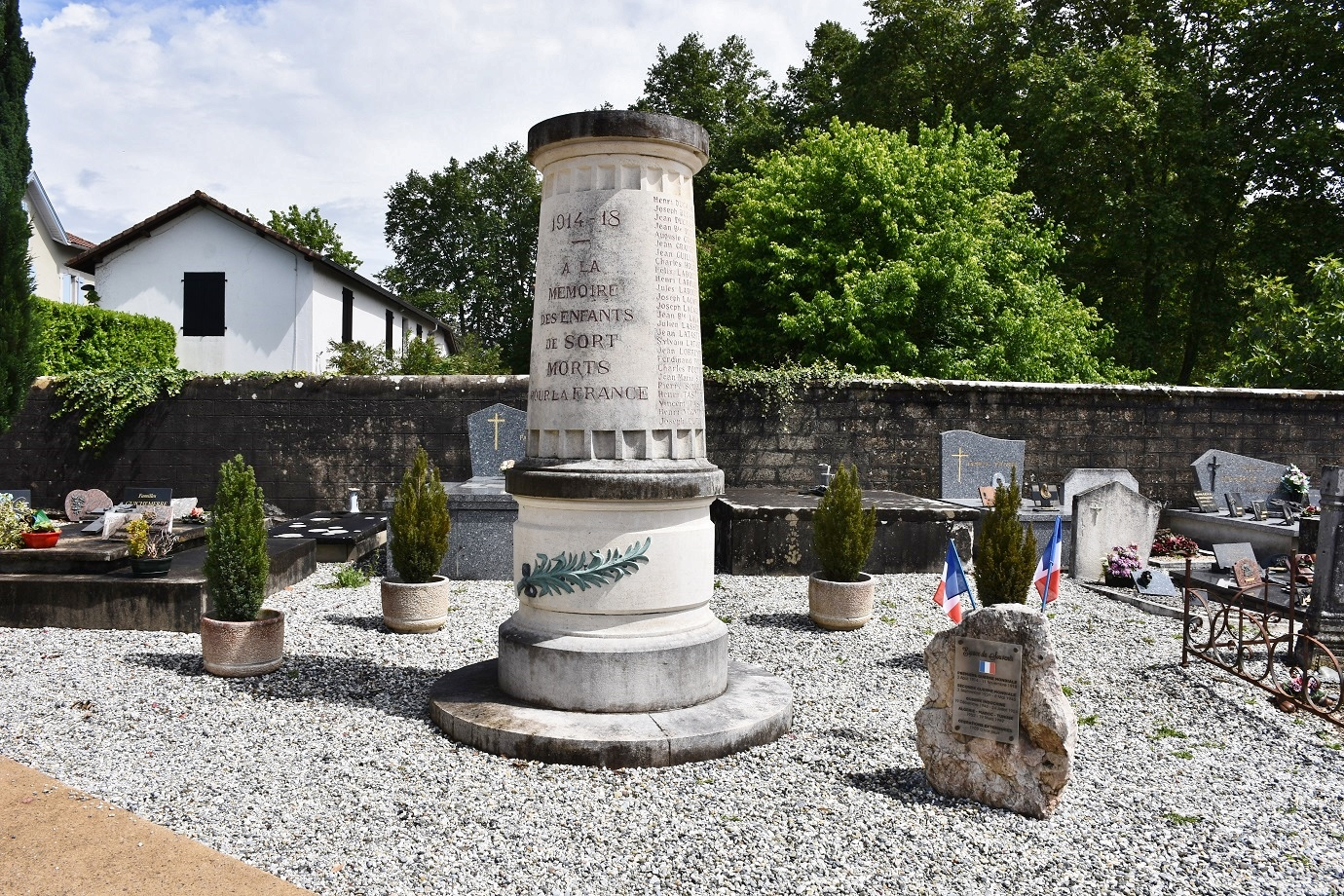
Le monument aux morts.

## Personnalités
- Dominique Bouet (1964-1990), joueur de rugby à XV qui a joué avec l'équipe de France et l'US Dax, évoluant au poste de pilier (1,88 m pour 107 kg).

## Vie pratique

### Culture
De plus la vie associative y est très présente, procurant ainsi aux Sortois diverses activités culturelles, du foyer des jeunes, des parents d'élèves, des anciens combattants, des collectionneurs des véhicules militaires...
La fête du village se tient toujours le premier dimanche du mois d'août, avec sa légendaire course landaise...
Un journal communal permet de se tenir informé de l'actualité du village : Oun né Soum.

### Activités sportives
Basket-ball avec l'équipe de l'élan Chalossais (anciennement Colvert), les associations de : gymnastique volontaire, du cyclo, de la chasse, du football en salle, du club du 3e âge, de la quille, de la pétanque.